# Kuvertbyggarslända
Kuvertbyggarslända (Tricholeiochiton fagesii) är en art i familjen smånattsländor som tillhör insektsordningen nattsländor. 

## Beskrivning
Kuvertbyggarsländan är en liten nattslända med korta antenner och smala, håriga vingar; för hanens del blir framvingen 3 mm lång. Som larv bygger den likt många andra nattsländor sig ett skyddande hölje runt kroppen som brukar kallas för ett hus. Hos kuvertbyggarsländans larv består huset av ett speciellt sekret som den själv avsöndrar. Till formen påminner det om ett kuvert, det vill säga att det är ganska platt och fyrkantigt och på detta syftar också artens trivialnamn. Huset är delvis genomskinligt och det går att ana larven, som kan bli upp till 4 millimeter lång, inuti det.

## Utbredning
Kuvertbyggarsländan finns i delar av norra och mellersta Europa och österut till västra Ryssland och Kaspiska havet. I Sverige har den hittats i Skåne, Östergötland, Södermanland, Uppland, Västmanland, Värmland, Dalarna, Ångermanland, Västerbotten, Lappland, samt på Gotland. I Finland förekommer den i östra delarna av landet.

### Status
I Sverige var kuvertbyggarsländan klassad som nära hotad ("NT") av Artdatabanken i 2000 och 2005 års rödlistor. I 2010 och 2015 års rödlistor klassas den inte längre som hotad. Trolig, negativ påverkan mot arten anges som försurning och förorening av de vatten där den lever. I Finland var den klassificerad under kunskapsbrist ("DD") i 2000 års rödlista, men som nära hotad i 2010 års rödlista.

## Ekologi
Kuvertbyggarsländans habitat är grunda sjöar eller lugnare områden i rinnande vatten med mycket klart vatten, mjuka bottnar och en riklig växtlighet, som starr och bladvass. Den föredrar vanligen vatten som omges av ett öppet landskap, med skyddande vegetation i form av buskar längs strandkanten. Larverna äter bland annat små alger och förmultnade växtdelar.